# 三溴化钌
三溴化钌是一种无机化合物，化学式为RuBr3。

## 制备
三溴化钌可以由金属钌和溴在450°C和加压下反应得到。
2 Ru + 3 Br2 → 2 RuBr3
四氧化钌和氢溴酸的反应也能制得三溴化钌。